# Фонарь заднего хода
Фонарь заднего хода, сигнал заднего хода — световой сигнал белого цвета, реже фара, обозначающая задний ход автомобиля, трактора, прицепа, трамвая и других сухопутных транспортных средств. Включается и выключается автоматически при включении/выключении задней передачи или реверса . Согласно техническому регламенту таможенного Союза "ТР ТС 018/2011 О безопасности колесных транспортных средств" фонарь заднего хода является обязательным для категорий ТС М, N, О2, О3, О4. Факультативно для категорий О1, L5, L7. При этом сам регламент не действует на ряд категорий, например машины для соревнований, ретроавтомобили и т.д., где наличие фонарей заднего хода является необязательным.

## История
Первоначально фонари заднего хода были красного цвета и могли являться, одновременно и фонарями стоп-сигнала. Однако, часто, в условиях недостаточной видимости красный цвет мог ввести в заблуждение и водитель следующего автомобиля вместо того, чтобы сдать назад, мог лишь остановиться, приняв эти фонари за стоп-сигнал. 
Поэтому фонарям заднего хода поменяли цвет на белый, такой же, что у головных фар. Первые фонари такого цвета появились на автомобилях ещё в 1950-е годы. В СССР первым автомобилем получившим белые фонари заднего хода стал ГАЗ-21 "Волга". На советских же грузовых автомобилях и автобусах белые фонари стали появляться лишь в 1970-е.

## Система включения
Сигнал заднего хода работает только при включенном зажигании, включается при помощи скрытой отжимной кнопки под рычагом МКПП или селектором АКПП в положении «R», то есть заднего хода. На АКПП с кнопочным переключением, как, например, «Eaton» или «Allison», сама кнопка «R» включает и выключает ФЗХ.

## Дизайн и требования
Дизайн ФЗХ могут быть разным и особых требований как в России, так и за границей к ним нет, но их наличие обязательно.
ФЗХ могут быть расположены как симметрично, так и несимметрично, иметь как вольфрамовую, так и ксеноновую или диодную лампочку, может являться и обычной противотуманной фарой. Чаще всего ФЗХ являются частью заднего светосигнального блока наряду с поворотниками, габаритами и стоп-сигналами. В тракторах с двухсторонним режимом работы чаще всего роль ФЗХ исполняют задние фары, имеющие дополнительное ручное включение.
- Габарит, УП и ФЗХ в одном корпусе на советской ГАЗ-24.
- Включённый ФЗХ на Buick Limited Riviera 1958 года.
- ВАЗ -21011 с одним отдельным фонарём заднего хода
- ВАЗ-2106 блок-фары с фонарями заднего хода, первые Жигули с двумя фонарями заднего хода
- ВАЗ-2105 блок-фары с фонарями заднего хода

## Совмещение с камерой заднего вида
С развитием камер заднего вида встал вопрос и о подсветке подконтрольного им пространства. Поэтому ФЗХ потребовали также модернизации для усиления эффективности. Здесь понадобилось усиление яркости до уровня фар ближнего света и правильное распределение светового потока. К сожалению, большинство автопроизводителей и тюнинговых мастерских плохо справляются с этой задачей.

## Звуковой сигнал заднего хода
Звуковые сигналы заднего хода появились на Западе ещё в 1970-е годы. На постсоветском пространстве они начали распространяться на транспортных средствах после 2000-х годов. В некоторых автомобилях (в основном на спецтехнике и грузовиках) при включении задней передачи включается звуковой сигнал в виде пищалки или же синтезатора голоса произносящий на одном или разных языках о том что машина едет назад через отдельные или штатные динамики. Согласно регламента имеет максимальное звуковое давление 112 Дб , что соответствует источнику загрязнения как 3 категории вредности